# Mestni promet Velenje
Mestni promet Velenje se izvaja v pod nazivom Lokalc na 6 avtobusnih progah na območju Mestne občine Velenje.
Povezuje bivalna naselja mesta Velenje s središčem mesta, avtobusno in železniško postajo, ter primestnimi naselji Škale, Bevče, Črnova, Lipje, Pirešica in Vinska Gora. Prevoz se izvaja ob delavnikih in sobotah. Nekatere proge potekajo tudi preko občinskih meja občine Velenje, zato so registrirane kot primestne proge.

## Izvajalec
Podeljeno koncesijo javnega mestnega prometa izvaja podjetje Nomago.

## Vozovnice
Prevoz je brezplačen.

## Seznam prog mestnega prometa
| proga   | relacija | delavnik                      | sobota        |
| ------- | --- | ----------------------------- | ------------- |
| rdeča   | Gorica pri Velenju – Avtobusna postaja Velenje – Železniška postaja Velenje – Pokopališče Podkraj – Pesje                                             | 8.15 - 19.22                  | -             |
| rumena  | Avtobusna postaja Velenje > Gorica pri Velenju > Šalek > Tržnica > Stari jašek > Železniška postaja Velenje > Veleja park > Avtobusna postaja Velenje | 6.00 - 20.00                  | 8.00 - 14.00  |
|         | Velenje Vila Bianca – Avtobusna postaja Velenje – Gorica pri Velenju – Šalek – Železniška postaja Velenje – Pokopališče Podkraj                       | -                             | 14.50 - 16.00 |
| modra   | Avtobusna postaja Velenje – Konovo – Škale | 9.15 - 10.45 & 16.15 - 17.45  | -             |
| zelena  | Avtobusna postaja Velenje > Arnače > Laze > Avtobusna postaja Velenje                                                                                 | 9.45 - 11.15 & 16.45 - 18.15  | -             |
| oranžna | Avtobusna postaja Velenje – Zgornja Črnova – Spodnja Črnova                                                                                           | 10.15 - 11.45 & 17.15 - 18.45 | -             |

## Shema prog mestnega prometa
- Grafična shema Arhivirano 2013-03-28 na Wayback Machine.

## Avtobusi
- Iveco Feniksbus